# العروض المقدمة في كأس آسيا 2023
العروض المقدمة في كأس آسيا 2023 هي البطولة التي ستكون النسخة الثامنة عشرة من بطولة كأس آسيا، وهي بطولة آسيا الدولية لكرة القدم التي تُقام كل أربع سنوات والتي ينظمها الاتحاد الآسيوي لكرة القدم. ستشمل البطولة 24 فريقًا وطنيًا، بما في ذلك البلد المضيفة، في حال حافظت على الشكل الحالي للنهائيات. 

## العروض المقدمة
وقد أعلنت ثلاثة بلدان عن نيتها لتنظيم البطولة وهي:
- الصين
- الجنوبية
- الهند

وسيتم إعلان البلد المستضيف في مايو 2019 خلال اجتماع (الكونغرس الآسيوي) في كوالالمبور،ماليزيا.

## العروض

### الصين
- – في فبراير 2013، أعلنت الصين نيتها استضافة كأس آسيا لعام 2019. واقترح الاتحاد الصيني لكرة القدم تسعة مدن لذلك وهي: بكين وداليان ونانجينغ وشيان وتشنغدو وتشينغداو وتشانغشا وقوانغتشو ووهان، كمدن مستضيفة محتملة للبطولة. لكن في سبتمبر 2013، سحب الاتحاد الصيني لكرة القدم عرضه وذلك للاهتمام و التركيز على تطوير اللاعبين.
وفي أواخر عام 2015، أكد الاتحاد الصيني نيته لتقديم طلب تنظيم لكأس آسيا لعام 2023.
وكانت الصين قد استضافت كأس آسيا عام 2004 حيث وصلت إلى النهائي، لكنها خسرت 3–1 أمام اليابان.
 وأفيد بأن الاتحاد الصيني لكرة القدم قد اقترح استضافة كل من بكين وتيانجين وغوانزو ونانجينغ وشيان ووهان وتشنغدو وتشينغداو وشنيانغ وتشانغشا ونينغبوه وليويانغ كمدن محتملة لاستضافة البطولة.

قائمة الملاعب المحتملة
| الملعب                        | المدينة | السعة  |
| ----------------------------- | ------- | ------ |
| ملعب بكين الوطني              | بكين    | 81,000 |
| ستاد تيانجين الأولمبي         | تيانجين | 54,696 |
| ستاد تيان                     | غوانزو  | 60,151 |
| مركز نانجينغ الرياضي          | نانجينغ | 61,443 |
| ستاد شانكسي                   | شيان    | 57,000 |
| ستاد ووهان                    | ووهان   | 60,000 |
| مركز شاندوغ الرياضي           | شاندوغ  | 42,000 |
| مركز يوزونغ الرياضي           | شينغداو | 62,000 |
| مركز شيندونغ الرياضي الأولمبي | شينيانغ | 60,000 |
| ملعب هيلونغ                   | تشانغشا | 55,000 |
| ستاد نينغبو                   | نينغبو  | 36,000 |
| ستاد شانينغ                   | لويانغ  | 31,800 |

### كوريا الجنوبية
- جنوب كوريا – أعربت كوريا الجنوبية عن رغبتها في استضافة البطولة المقبلة.
وكانت كوريا الجنوبية استضافت في البطولة في عام 1960 والتي كانت تستضيفها للمرة الثانية على التوالي وهي المرة الأخيرة التي فازت فيها بالبطولة.[1] ثمانية المدن المضيفة هي سوون، غويانغ، هواسونغ، تشيونان، غوانغو، جيونجو، بوسان و سوغوبو.

قائمة الملاعب المحتملة
| الملعب                     | المدينة المضيفة | القدرات |
| -------------------------- | --------------- | ------- |
| سوون استاد كأس العالم      | سوون            | 43,959  |
| ملعب غويانغ                | غويانغ          | 41,311  |
| ملعب هواسونغ               | هواسونغ         | 35,270  |
| تشيونان الملعب             | تشيونان         | 26,000  |
| غوانغجو استاد كأس العالم   | غوانغجو         | 40,245  |
| جيونجو كأس العالم الاستاد  | جيونجو          | 42,477  |
| آسياد بوسان الملعب الرئيسي | بوسان           | 53,769  |
| ملعب كأس العالم جيجو       | سيوجويبو        | 29,791  |

### الهند
- الهند  
 أعربت الهند عن رغبتها في استضافة المسابقة حيث أنها لم تستضفها من قبل.
 ويحرص الاتحاد الهندي على استضافة المزيد من البطولات الدولية في البلاد بما في ذلك بطولة كأس العالم للناشئين تحت 20 عامًا في 2019 بسبب البنية التحتية الرئيسية ولتطوير كرة القدم في البلاد، رغم كونها مضيفة  كأس العالم للناشئين تحت 17 سنة لعام 2017 .
المدن المضيفة تشمل مومباي، دلهي، بنغالور، كوتشي، جواهاتي، شيناي، كولكاتا، Goa، بيون و جامشيدبور.

قائمة الملاعب المحتملة
| الملعب                       | المدينة   | القدرات |
| ---------------------------- | --------- | ------- |
| بحيرة الملح الملعب           | كولكاتا   | 85,000  |
| جواهر لال نهرو الملعب        | كوتشي     | 60,000  |
| Balewadi الرياضية المعقدة    | بيون      | 11,900  |
| أنديرا غاندي الرياضية الملعب | جواهاتي   | 23,850  |
| جواهر لال نهرو الملعب        | تشيناي    | 40,000  |
| JRD تاتا الرياضية المعقدة    | جامشيدبور | 24,424  |
| Fatorda الملعب               | غوا       | 25,000  |
| ثرى Kanteerava الملعب        | بنغالور   | 25,810  |
| جواهر لال نهرو الملعب        | دلهي      | 60,000  |
| DY باتيل الملعب              | مومباي    | 55,000  |

## عروض ملغية

### اندونيسيا
- إندونيسيا 
وافق الاتحاد الآسيوي لكرة القدم على ترشيح إندونيسيا في 12 أبريل 2016 وكانت اندونيسيا قد استضافت البطولة في 2007 بالاشتراك مع تايلند وفيتنام وماليزيا لكن وفي تموز / يوليو 2017 انسحبت إندونيسيا من المنافسة.

### تايلاند
- تايلاند 
تايلاند سبق أن استضافت البطولة في عام 1972، كما استضافتها في عام 2007 جنبا إلى جنب مع إندونيسيا وماليزيا وفيتنام. في 21 تموز / يوليه 2017، اتحاد كرة القدم في تايلاند أخبر الاتحاد الآسيوي بقراره الانسحاب من المنافسة [2]